# Carmen Jordá
Pour les articles homonymes, voir Jorda.
Carmen Jordá, née le 28 mai 1988 à Alcoy, est une pilote automobile espagnole.

## Biographie

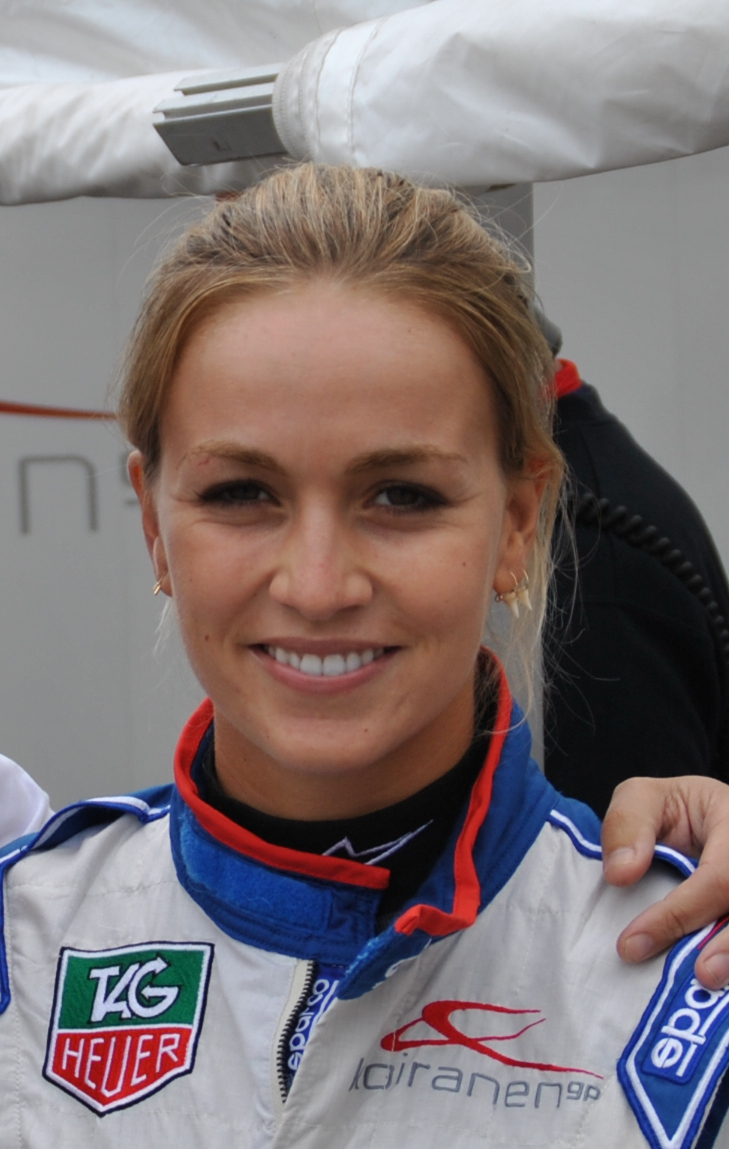
Carmen Jorda en 2014.

Après quatre années de compétition en karting alors qu'elle vivait en Angleterre, Carmen Jordá s'engage dans le championnat espagnol European F3 Open. Elle termine quatrième, avec trois podiums, pour sa seconde saison, en 2007.
En 2010, elle s'installe aux États-Unis pour participer au championnat Indy Lights avec l'écurie Andersen Racing 1. En 2012, elle signe avec Ocean Racing Technology pour sa première saison en GP3 Series. En trois saisons de GP3 et quarante-quatre départs, elle ne parvient jamais à entrer dans les points ; son meilleur résultat en course est une quatorzième place et son meilleur classement en championnat est une vingt-huitième place.
En 2015, Carmen Jordá rejoint Lotus F1 Team en tant que pilote de développement ; elle doit même être amenée à piloter la Lotus E23 Hybrid en cours de saison,. Cette nomination inattendue, compte-tenu de son palmarès vierge et de ses faibles résultats dans l'ensemble des catégories où elle s'est engagée, est moquée par ses anciens rivaux en GP3,. Michèle Mouton déclare alors : « Si je devais suggérer des noms de femme pilote qui ont ce qu'il faut pour arriver en F1, je dirais Simona de Silvestro, Danica Patrick, Susie Wolff ou encore Beitske Visser. »
En 2016, après le rachat de Lotus par Renault, elle est conservée en tant que pilote de développement,. En parallèle, elle dispute, au volant d'une Renault R.S.01, le Renault Sport Trophy organisé par Renault Sport dans le cadre des World Series by Renault où elle peine à rivaliser avec des pilotes amateurs.
En 2017, après avoir proposé la création d'un championnat de Formule 1 féminin (« Cela donnerait à toutes les femmes la chance de réaliser leur rêve et d'être sur un pied d'égalité comme dans d'autres sports, comme le tennis par exemple. »), elle rejoint la Commission des Femmes en sport automobile au sein de la FIA. Cette nomination est fraîchement accueillie, notamment par les pilotes Michèle Mouton, Pippa Mann, Tatiana Calderón et Alice Powell,,.
En 2018, en marge du ePrix de Mexico, Carmen Jordá se retrouve une nouvelle fois sous le feu des critiques après un test au volant d'une monoplace de Formule E, déclarant à l'issue de son essai que la monoplace électrique convenait mieux aux femmes : « C'est moins physique qu'une F1 en raison des niveaux d'appuis et de la direction. Les femmes sont face à un problème de physique en F2 et en F1 qu'on ne retrouve pas en Formule e. Ce n'est pas à moi de décider ce qui est bon ou pas pour les femmes dans le sport. Les femmes sont capables de bons résultats dans des championnats tels que le karting, la F3 ou le GT mais il y a une barrière au niveau du physique en F2 et en F1. Je pense que c'est un vrai problème pour les femmes et que c'est pour cela qu'elles ne sont pas dans ces championnats,. »
Elle tente ensuite de participer aux W Series, un championnat de course automobile exclusivement réservé aux femmes utilisant des monoplaces de la catégorie Formule 3 régionale. Alors que 55 pilotes sont initialement inscrites dans une liste de préqualification pour la saison 2019 (six autres sont ajoutées plus tard),,, Carmen Jordá ne se présente pas à la session d'évaluation sur le Wachauring de Melk, en Autriche, du 26 au 28 janvier 2019 et n'est donc pas retenue parmi les vingt-huit concurrentes,. Des divergences avec ses sponsors seraient à l'origine de son forfait.

## Carrière
- 1998-2003 : karting

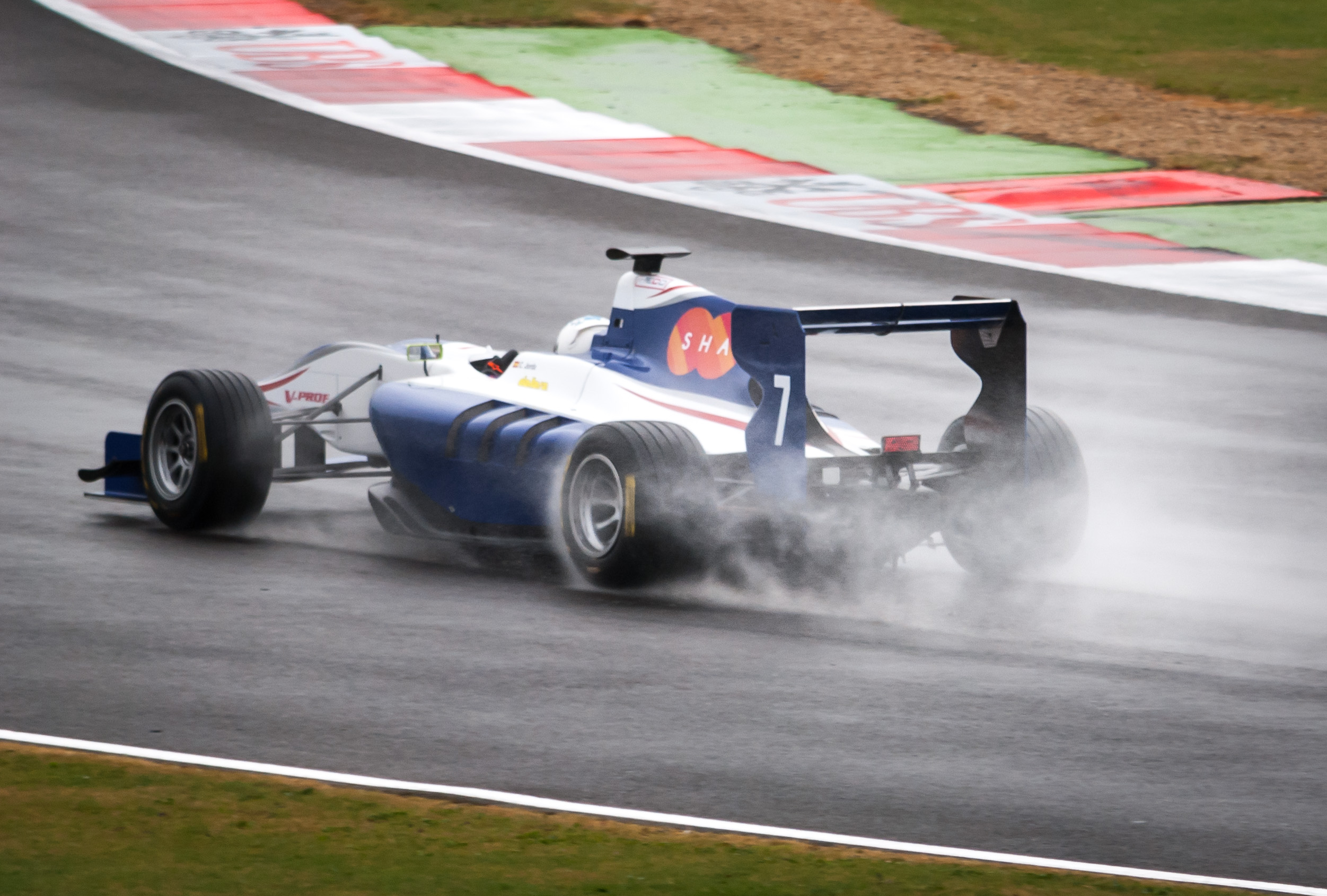
Carmen Jordá pilotant en GP3 pour l'écurie Koiranen Bros Motorsport.

- 2005 : Master Junior Formula (7e)
- 2006 : European F3 Open - Copa de España
  - Master Junior Formula (9e)
- 2007 : European F3 Open - Copa de España (4e)
  - European F3 Open (20e)
- 2008 : European F3 Open - Copa de España (8e)
- 2009 : Le Mans Series avec Q8 Oils Hache Team en LMP2 (14e)
  - European F3 Open - Copa de España (6e)
  - European F3 Open (21e)
- 2010 : Indy Lights avec Andersen Racing (16e)
- 2011 : Lamborghini Super Trofeo - Pro-Am (29e)
- 2012 : GP3 Series avec Ocean Racing Technology (28e)
- 2013 : GP3 Series avec Bamboo Engineering (30e)
- 2014 : GP3 Series avec Koiranen GP (29e)
- 2015 : Pilote de développement chez Lotus F1 Team
- 2016 : Pilote de développement chez Renault Sport Formula 1 Team